# Список музеев Узбекистана
В статье представляется список музеев, расположенных в Узбекистане.

## Список
| Название                                                           | Год основания | Информация |
| ------------------------------------------------------------------ | ------------- | --- |
| Государственный музей истории Тимуридов                            | 1996          | Музей посвящен истории Средней Азии в период правления Амира Тимура и представителей династии Тимуридов. В музее находится более 5 тысяч экспонатов.                                                                             |
| Музей истории Самарканда «Афрасиаб»                                | 1970          | Музей посвящен истории города Самарканда и его окрестностей. |
| Бухарский государственный музей-заповедник                         | 1922          | У музея 6 филиалов, объединяющих 18 постоянных экспозиций, расположенных в различных памятниках архитектуры Бухары. |
| Государственный музей искусств имени И. В. Савицкого               | 1966          | Коллекцию музея признают второй в мире по значимости и объему среди коллекций произведений русского авангарда. |
| Обсерватория Улугбека                                              | 1420          | Остатки обсерватории были найдены и исследованы археологом В. Л. Вяткиным в 1908 году. |
| Государственный музей истории Узбекистана                          | 1876          | Является старейшим музеем Средней Азии и Ташкента |
| Государственный музей искусств Узбекистана                         | 1918          | Первоначальная коллекция музея состояла из 100 произведений искусств князя Николая Константиновича Романова. Со второй половины 1930-х годов собрание музея значительно расширилось за счёт произведений художников Узбекистана. |
| Музей истории связи Узбекистана                                    |               | В музее собрана коллекция из более 400 различных экспонатов, свидетельствующих о пути становления и развития телекоммуникационной отрасли страны.                                                                                |
| Музей истории материальной культуры имени Амира Темура (Шахрисабз) | 1966          | |